# Бонсиньори, Франческо
Франческо Бонсиньори (итал. Francesco Bonsignori; ок. 1460, Верона, Венецианская республика — 2 июля 1519, Кальдьеро, Венецианская республика) — итальянский живописец эпохи Возрождения. 

## Биография

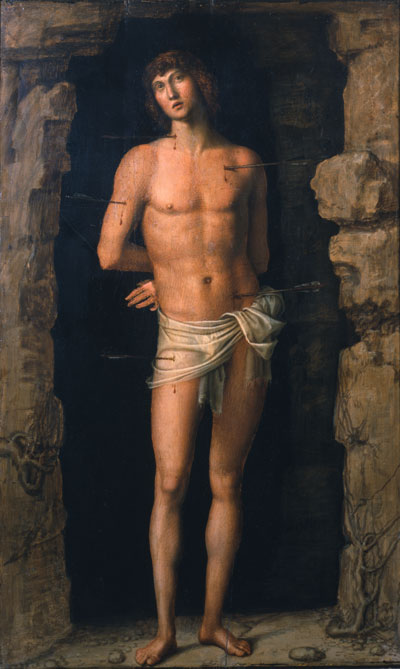
«Святой Себастьян». Музей искусств, Ареццо

Родился около 1460 года в Вероне в семье художника Альберто Бонсиньори. Обучался живописи в мастерской Франческо Бенальо. В 1480 году переехал из Вероны в Венецию, где жил до 1487 года. В ранний период творчества находился под влиянием венецианской живописной школы. Особенное впечатление на Бонсиньори оказало творчество Антонелло да Мессины, Джованни Беллини, Чима да Конельяно и Альвизе Виварини.
Среди известных творений этого периода самыми ранними произведениями художника являются полотна «Мадонна со спящим младенцем» 1483 года и «Алтарь Даль Бово», или «Мадонна на троне с предстоящими святыми и донатором Альтабеллой Авогадро» 1484 года, которые ныне входят в собрание Общественного музея Вероны.
С 1487 по 1505 год художник жил в Мантуе, где трудился придворным живописцем маркграфов из дома Гонзага, вместе с братом Джироламо Бонсиньори и Андреа Мантенья. Знакомство с последним привнесло в живопись Бонсиньори более монументальный тон. В этом духе им были написаны «Мадонна со святыми» из собрания Национальной галереи в Лондоне и более поздняя картина 1519 года «Алтарь блаженной Осанны» для церкви Сан-Винченцо в Мантуе, которая ныне находится в музее дворца герцогов этого города. На последней на переднем плане слева живописец изобразил недавно овдовевшую маркграфиню Изабеллу д’Эсте, супругу его покровителя мантуанского маркграфа Франческо II.
В начале XVI века кисть Бонсиньори становится более тонкой и мягкой, что связывают с влиянием творчества Леонардо да Винчи, с которым он познакомился во время пребывания в Мантуе. В этом стиле им были написаны два полотна с изображением святого Себастьяна — один 1510 года находится в церкви Санта-Мария-делле-Грация в Куртатоне, другой в Музее искусств в Ареццо. Ещё одна картина Бонсиньори в этой стилистике «Мадонна со святыми» находится в церкви Сан-Бернардино в Вероне.
Бонсиньори был превосходным портретистом. Уже в ранних картинах этого жанра, таких, как «Портрет сенатора» из Национальной галереи, заметен индивидуальный почерк художника. Он оставил после себя многочисленные портреты современников, включая портрет римского папы Льва X 1514 года. Бонсиньори умер в Кальдьеро близ Вероны 12 июля 1519 года, во время лечения в термах Юноны.